# Калиманићи (Сребреница)
Калиманићи су насељено мјесто у општини Сребреница, Република Српска, БиХ. Према попису становништва из 1991. у насељу је живјело 397 становника.

## Географија
Калиманићи су сеоско насеље, смештено у југоисточном делу општине Сребреница, и налазе се у близини мање варошице Скелани, на самој обали реке Дрине, у босанском средњем Подрињу. Од општинског центра Сребренице је удаљено око 37 километара, а са градом је повезано регионалним путем Сребреница-Крагљивода-Скелани. Од суседне Бајине Баште, у Србији, удаљено је нешто око 5 километара, преко Скелана и моста који повезује Босну и Херцеговину и Србију, одн. Скелане и Бајину Башту.
Део насеља, заселак Решагићи, смештен је на речној тераси Дрине, а други део насеља, брдски засеоци Калиманићи и Дрмник, северозападно од обалских Решагића, на околним брдским падинама. Делови насеља, одн. засеоци се налазе на различитим надморским висинама: Решагићи (229 м н/в), Калиманићи (370 м н/в) и Дрмник (480 м н/в). Ово насеље, као уосталом и већина насеља у општини Сребреница припада типу разбијених брдско-планинских насеља, а чине га засеоци, одн. делови насеља: Калиманићи, Дрмник и Решагићи. Насеље није богато изворима питке воде. Кроз насеље пролази мањи поточић, а у близини насеља је корито реке Дрине.
Површина катастарске општине, одн. атара села Калиманићи износи око 4,6 km², а од тога је око 59% земљишта у приватном власништву. Пољопривредно земљиште чини 59,4%, а обрадиво 38,8%, од укупне површине сеоског атара. Општа густина насељености износила је према попису из 1991. године, 86 стан./km², што је било изнад општинског просека.

## Историја
Сеоско подручје је било насељено још у средњем веку, а вероватно и раније. На локалитету Островаш налази се десетак стећака. Ово насеље, т.ј његов заселак Дрмник, спомиње се у првим пописима Зворничког санџака, нахија Шубин.

## Становништво
Првим пописом за време Аустроугарске из 1879. године, забележено је да је те године у селу живело 167 становника. Тада је у селу било 15 кућа, а просечан број чланова домаћинства износио је 11,1 особа. На следећем попису 1885. године, у селу је живело 189 становника, и како се наводи сви становници су били гркоисточне, одн. православне вероисповести. 1895. године, село броји 187 становника, и то 169 православаца и 18 муслимана, а последњим аустроугарским пописом из 1910. године, забележен је 231 становник, 209 православних и 22 муслиманска становника.
У време Краљевине Југославије, извршена су два пописа становништва. 1921. године, Калиманићи су имали 183 становника, а смањење је вероватно последица ратних дешавања у Првом светском рату. Тада је у селу живело 164 православаца и 19 муслимана.
У периоду социјалистичке Југославије, село је имало следећи број становника:
- 1948. године — 323;
- 1953. године — 363;
- 1961. године — 367, Срби — 332 и Муслимани — 34;
- 1971. године — 360, Срби — 322 и Муслимани — 38;
- 1981. године — 380, Срби — 300, Муслимани — 70, Југословени — 3, Црногорац — 1 и 6 осталих или непознатих;

| Демографија | Демографија | Демографија |
| Година      | Становника  | Становника  |
| ----------- | ----------- | ----------- |
| 1948.       | 323         |             |
| 1953.       | 363         |             |
| 1961.       | 367         |             |
| 1971.       | 360         |             |
| 1981.       | 380         |             |
| 1991.       | 397         |             |
| 2013.       | 377         |             |

### Попис1991.
| Попис 1991.‍ | Попис 1991.‍ | Попис 1991.‍ | Попис 1991.‍ | Попис 1991.‍ |
| ----------- | ----------- | ----------- | ----------- | ----------- |
|             |             |             |             |             |
| Срби        | Срби        |             | 292         | 73,55%      |
| Муслимани   | Муслимани   |             | 105         | 26,44%      |
| укупно: 397 |             |             |             |             |

На попису становништва 1991. године, насељено место Калиманићи је имало 397 становника (201 мушких, 196 женских), од чега се 292 изјаснило као Срби, а 105 као Муслимани. Број муслиманског становништва је просечно растао вишим наталитетом или досељавањем у плодну дринску долину, а српског се смањивао, нижом стопом наталитета и исељавањем, пре свега у суседну Бајину Башту. У 95 кућа, живело је 96 домаћинстава просечне величине 4,1 члан по домаћинству.
У насељу је од укупног броја, било 146 привредно активних становника, а 2 становника су била на привременом раду у иностранству. Од укупно 347 становника, старијих од 10 година било је 58 неписмених особа или 16,7% од укупног броја популације наведене старости. Од укупно 314 особа старијих од 15 година, без школске спреме било је 50, са незавршеном потпуном основном школом — 63, основно образовање завршило је 98 лица, средње 80 особа, више 4, а високо 9. За 10 особа није била позната школска спрема. Деца са подручја села, угл. су похађала основно образовање у осмогодишњој школи у оближњим Скеланима.

## Фамилије
Срби су готово у потпуности живели у засеоцима Калиманићи и Дрмник, а Муслимани у засеоку Решагићи.
По попису из 1991. године, у селу је живело 30 фамилија: 15 српских и 15 муслиманских, распоређених у 71 српском и 23 муслиманска домаћинства.

### Српске породице у Калиманићима
Српске породице у селу биле су:
- Богдановић (9 домаћинстава са 43 члана);
- Ђукић (1 домаћинство, 4 члана);
- Филиповић (4 домаћинства, 18 чланова);
- Јаковљевић (2 домаћинства, 4 члана);
- Јанковић (1 домаћинство, 5 чланова);
- Јовановић (13 домаћинстава, 54 члана);
- Мијатовић (11 домаћинстава, 40 чланова);
- Милошевић (3 домаћинства, 10 чланова);
- Миловановић (5 домаћинстава, 18 чланова);
- Митровић (једна особа у мешовитом домаћинству Мијатовић-Јусуфовић);
- Недељковић (2 домаћинства, 8 чланова);
- Николић (11 домаћинстава, 41 члан);
- Петровић (7 домаћинстава, 26 чланова);
- Поповић (1 домаћинство, 7 чланова);
- Вујић (2 домаћинства, 10 чланова);

### Муслиманске породице у Калиманићима
Муслиманске породице у селу биле су:
- Алић (1 домаћинство, 2 члана);
- Авдић (1 домаћинство, 3 члана);
- Делић (1 домаћинство, 4 члана);
- Џанановић (1 домаћинство, 5 чланова);
- Хајдаревић (1 домаћинство, 4 члана);
- Хасановић (1 домаћинство, 5 чланова, укључујући и особу презимена Јунузагић);
- Јунузагић (6 домаћинстава, 30 чланова);
- Јусуфовић (2 особе у заједничком непородичном домаћинству са још две особе презимена Битић и Митровић);
- Малагић (1 домаћинство, 5 чланова);
- Мехмедовић (3 домаћинства, 13 чланова);
- Муминовић (1 домаћинство, 5 чланова);
- Мустафић (1 домаћинство, 5 чланова);
- Селимовић (3 домаћинства, 13 чланова);
- Смајиловић (1 домаћинство, 4 члана);
- Тихић (1 домаћинство, 6 чланова);

Из списка фамилија јасно се закључује, како је и раније речено у односу на пописе, да је највећи део муслиманских породица појединачно досељених, у највећем броју из брдско-планинских муслиманских села између Скелана и Сребренице.
Српско становништво своје верске потребе задовољава у оближњим православним црквама у Скеланима и на Височнику, а муслиманско које се једним делом вратило после грађанског рата у село, у обновљеној сеоској џамији у засеоку Решагићи, претходно срушеној у рату.